# Iglesia de la Asunción de Nuestra Señora (Ricla)
La iglesia de la Asunción de Nuestra Señora o de Santa María es un edificio de la localidad española de Ricla.

## Descripción
La iglesia está situada en la localidad española de Ricla, perteneciente a la provincia de Zaragoza. Aparece descrita en el decimotercer volumen del Diccionario geográfico-estadístico-histórico de España y sus posesiones de Ultramar de Pascual Madoz con las siguientes palabras:

igl. parr. (La Asuncion de Ntra. Sra.), de segundo ascenso, servida por un cura de provision real ó del ordinario, segun el mes de la vacante, tres beneficiados y un capellan de patronato particular.
(Madoz, 1849, p. 469)

El 3 de junio de 1931, según un decreto del Ministerio de Instrucción Pública y Bellas Artes, la iglesia quedó declarada monumento histórico-artístico perteneciente al Tesoro Nacional.